# 具象人类知识系统

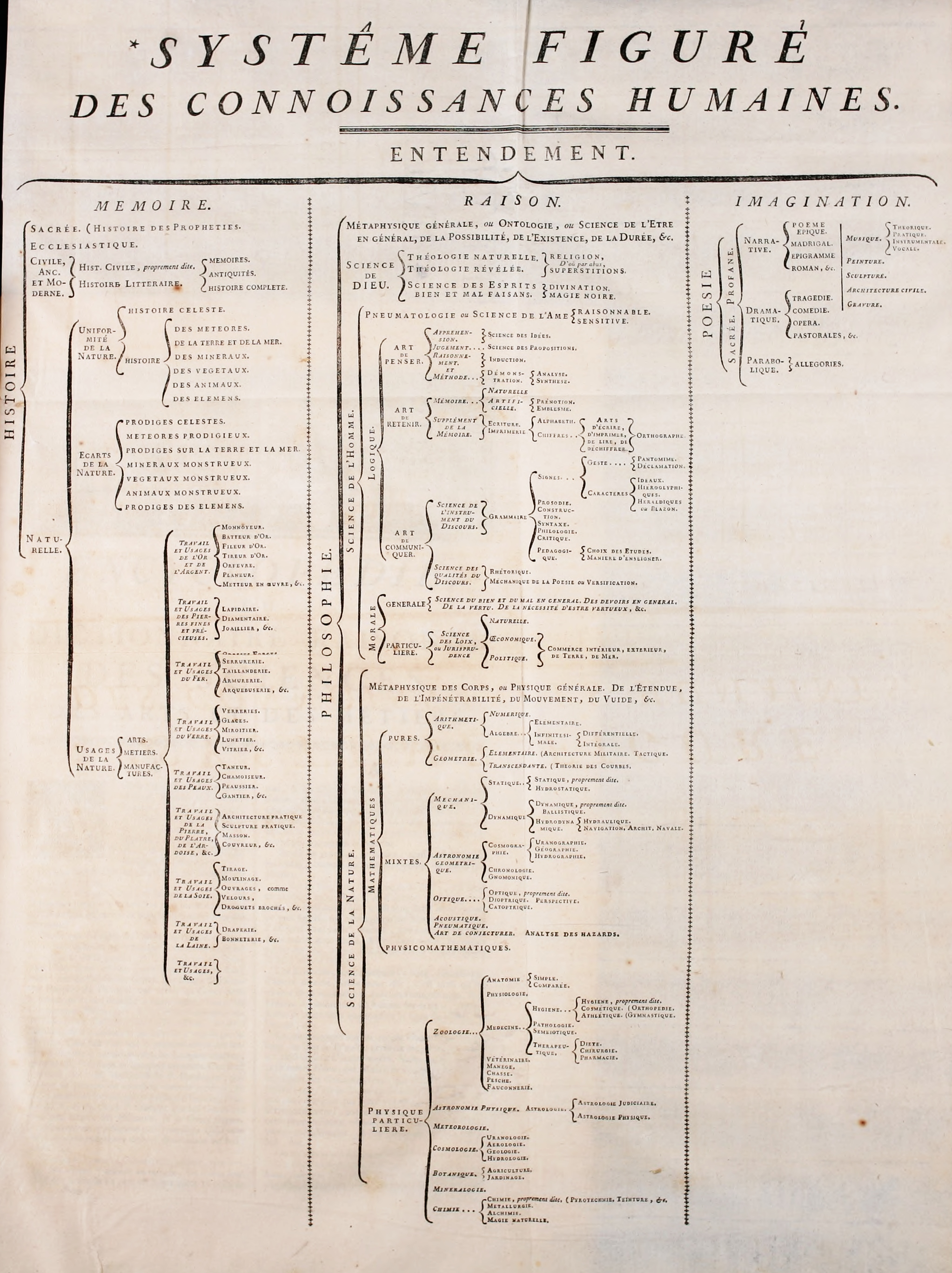
“具象人类知识系统树状图”原图與分类图，法语。

具象人类知识系统（英語：figurative system of human knowledge）有时也被称为狄德罗和达朗贝尔之树，是用来展示知识结构的树状图，由让·勒朗·达朗贝尔和德尼·狄德罗为《百科全书》（Encyclopédie）制作。
该树是人类知识的分类，其灵感来自弗兰西斯·培根的《学术的进展》。树状图上只是的三个主要分支为：“记忆”/历史, “理智”/哲学和“想象”/诗歌。
值得注意的事实是神學归类在“哲学”下。历史学家羅伯·丹屯主张将宗教分类到人类理智中，其本身（啟示）并不是一个知识来源，是有关这个作品争议的重要因素。另外注意，「神的知识」与「占卜」和「黑魔法」只隔几个节点。
右图中是法文原版。也有用英文翻译叠加在法文文字上的图片 （页面存档备份，存于）。另一个该树状图的翻译在文献中（参考Schwab）。下面是一个中文版本。

## 狄德罗和达朗贝尔之树
“人类知识的详细系统”
来自《百科全书》。
- 理解。

- 記憶。

- 历史。

- 神圣（先知历史）。
- 教会。
- 文明，古代和现代

- 文明史，准确的表述（另见：公民社会的历史）
- 文学史。

- 回忆录。
- 古物（另见：古典时代）。
- 完整的历史。

- 自然。

- 自然的统一性（另见：均变论）

- 天体史。
- ...的历史

- 流星体.
- 地球和海洋（另见：地球上的水起源）
- 矿物（另见：地球地质史)
- 蔬菜（另见：农业史）
- 动物（另见：生命进化史）
- 元素（另见：元素，炼金术和化学史）

- 自然的差异性。

- 天体奇观。
- 大流星体（另见：小行星）
- 陆地和海洋奇观（另见：世界七大奇迹）
- 可怕的矿物。
- 可怕的蔬菜。（另见：最大植物，有毒植物与食虫植物）
- 可怕的动物。（另见：最大动物与捕食者）
- 元素奇观。（另见：自然灾害）

- 自然的使用（另见：技术和应用科学）

- 艺术，工艺，生产。

- 金和銀的加工和使用。

- 铸造。
- 金匠。
- 金纺纱。
- 描金。
- 银匠。
- 打平锤等。

- 宝石的加工和使用。

- 宝石。
- 钻石切割。
- 珠宝商等。

- 铁的加工和使用。

- 大型锻造。
- 锁匠。
- 工具制造。
- 军械。
- 枪等。

- 玻璃的加工和使用。

- 玻璃。
- 平板玻璃制造。
- 镜子的制作。
- 配镜。
- 玻璃工等。

- 皮的加工和使用。

- 皮匠。
- 麂皮制造商。
- 皮革商人。
- 手套等。

- 石，石膏，石板的加工和使用等。

- 实用建筑。
- 实用雕塑。
- 石匠。
- 砖瓦匠等。

- 丝绸的加工和使用等。

- 纺纱。
- 铣削。
- 工作像。
- 天鹅绒。
- 织织物等。

- 羊毛加工和使用。

- 布制作。
- 帽的制作等。

- 加工和使用等等。

- 理智

- 哲学

- 关于一般性、可能性、存在性、持续时间等的一般形而上学或本体论或科学。
- 神 (一神教)的科学。

- 自然神学。
- 启示神學。
- 善恶的科学。

- 占卜。
- 黑魔法。

- 人的科学。

- 灵魂和心理学的科学。

- 合理。
- 明智。

- 逻辑.

- 思维艺术。

- 忧虑。

- 科学思想

- 判断。

- 科学的命题。

- 理智。

- 归纳推理。

- 理智。

- 示范。

- 分析。
- 综合方法。

- 记忆的艺术。

- 記憶。

- 自然的。
- 人为的。

- 预知。
- 标志。

- 补充记忆。

- 寫作。
- 印刷。

- 字母系統。
- 密码。

- 编写，打印，阅读，破译的艺术。

- 正寫法。

- 通信的艺术。

- 语言的系统科学。

- 语法。

- 象徵。

- 手势。

- 默劇。
- 朗诵。

- 字符。

- 形意符号。
- 圣书体。
- 纹章学或纹章。

- 韵律。
- 建设。
- 语法学。
- 语文学。
- 评论。

- 教育学。

- 課程。
- 教学方式。

- 话语素质的科学。

- 修辞学。
- 诗歌系统。

- 伦理。

- 一般的。

- General Science of Good and Evil, of duties in general, of Virtue, of the necessity of being Virtuous, etc.

- 特别的。

- 法律或法学的科学。

- 自然法.
- Economic. (See also commercial law)
- 政治. (See also political law)

- Internal and External. (See also foreign policy)
- Commerce on Land and Sea.

- 自然科学

- 关于程度、不可渗透性、运动和文字等的物体的形而上学或普通物理。
- 数学。

- 纯数学.

- 算术。

- 数。
- 代数。

- 初等代數。
- 無窮小量。

- 微分。
- 积分。

- 几何

- 初等（军事建筑、战术）。
- 超越 (过程理论)。

- 混合。

- 力学。

- 静力学。

- Statics, properly said.
- 流体静力学。

- 動力學。

- Dynamics, properly said.
- 弹道学。
- 流體動力學。

- 水力学。
- 航海，造船。

- 几何天文學。

- 宇宙结构学。

- 星图学。
- 地理学。
- 水文地理学。

- 年代学。
- 日规学。

- 光学。

- Optics, properly said.
- 屈光學，透视。
- 反射光學。

- 声学。
- 气动力学。
- 艺术猜想、概率。

- Physicomathematics.

- 特殊的物理学。

- Zoology.

- 解剖学。

- 简单的。
- 比較解剖學。

- 生理学。
- Medicine.

- Hygiene.

- 卫生学，正确的说。
- 化妆品。
- 田径 (体操)。

- 病理。
- 符号学。
- 治疗。

- 饮食。
- 外科学。
- 药店。

- 兽医学。
- 马的管理。
- 狩獵。
- 捕鱼。
- 驯鹰。

- 物理天文學。

- 占星学。

- 司法占星术。
- 物理占星术。

- 气象学。
- 宇宙学。

- Uranology.
- 大气科学。
- 地质学。
- 水文学。

- 植物学。

- 农业。
- 园艺。

- 矿物学。
- 化學。

- Chemistry, properly said, (烟火制造术, Dyeing, etc.).
- 冶金学。
- 炼金术。
- Natural Magic.

- 想象。

- 诗歌。

- 神圣，亵渎。

- 叙事。

- 史诗
- 牧歌
- 警句
- 小说等。

- 戏剧

- 悲劇
- 喜劇
- 牧歌等。

- 寓言

- 託寓

（注：以下分支似乎叙事和戏剧兼而有之）
- 音乐

- 理论
- 实践（另见：音乐技巧）
  - 器樂
  - 聲樂

- 绘画
- 雕塑
- 雕刻术

## 延伸阅读
- Robert Darnton, "Epistemological angst: From encyclopedism to advertising," in Tore Frängsmyr, ed., The structure of knowledge: classifications of science and learning since the Renaissance (Berkeley, CA: Office for the History of Science and Technology, University of California, Berkeley, 2001).
- Adams, David (2006) 'The Système figuré des Connaissances humaines and the structure of Knowledge in the Encyclopédie',  in Ordering the World, ed. Diana Donald and Frank O'Gorman, London: Macmillan, p. 190-215.
- Preliminary discourse to the Encyclopedia of Diderot, Jean Le Rond d'Alembert, translated by Richard N. Schwab, 1995. ISBN 0-226-13476-8